# Räddningslagen
Räddningslagen är en finländsk lag om förebyggande av olyckor och om räddningstjänst. Den innebär att myndigheter som till exempel räddningsverk och brandförsvar är skyldiga att samarbeta.